# Киномеханик (фильм, 1971)
«Киномеханик» (англ. The Projectionist) — американский комедийный художественный фильм, снятый в 1970 году режиссёром Гарри Гурвицем.
Первый публичный показ фильма состоялся на кинофестивале в Рочестере 17 октября 1970 года. Премьера фильма — 17 января 1971 года.
В фильме впервые применён прием использования наложения кадров из старых фильмов.

## Сюжет
Чак Макканн работает киномехаником в одном из кинотеатров Нью-Йорка. Повседневная жизнь надоела ему и Чак начинает фантазировать, представляя себя одним из супергероев Капитаном Флэшем, которого он часто видит в своих любимых фильмах. Флэш обладает способностью развивать скорость, превышающую скорость света, и использовать сверхчеловеческие рефлексы, что нарушает некоторые законы физики. Ему противостоит владелец кинотеатра, Ренальди, которого Чак ненавидит, злодей, известный как «Летучая мышь».
Киномеханик воображает, что Ринальди находится в союзе с силами зла, такими как Гитлер, Муссолини и космические пришельцы. Капитан Флэш должен спасти девушку, похожую на юную леди-сотрудницу из реальной жизни, которой он восхищается издалека, из лап злой Летучей мыши.
На помощь киномеханику приходят герои старых кинолент Гари Купер, Эррол Флинн, Хамфри Богарт, Джон Уэйн и Корпус морской пехоты США.

## В ролях
- Чак МакКанн — Чак Макканн, киномеханик / Капитан Флэш
- Родни Дэнджерфилд[1] — Ренальди / Летучая мышь
- Ина Бэйлин — девушка / дочь учёного
- Яра Кохоут — учёный
- Гарри Гурвиц — друг-билетёр
- Майк Джентри — билетёр / подручный Летучей мыши
- Лаки Карго — билетёр / подручный Летучей мыши
- Сэм Стюарт — билетёр / подручный Летучей мыши
- Дэвид Холлидей — Толстяк / подручный Летучей мыши
- Алекс Стивенс — билетёр / подручный Летучей мыши
- Роберт Ли — билетёр / подручный Летучей мыши
- Стивен Филлипс —  министр
- Марокко — танцовщица, исполняющая танец живота
- Клара Розенталь — сумасшедшая леди
- Жаклин Гленн — обнаженная на медвежьей шкуре